# Garrett Williams
Garrett Alexander Williams (Charlotte, 1º giugno 2001) è un giocatore di football americano statunitense che milita nel ruolo di cornerback per gli Arizona Cardinals della National Football League (NFL).

## Carriera

### Arizona Cardinals
Al college Williams giocò a football a Syracuse. Fu scelto nel corso del terzo giro (72º assoluto) del Draft NFL 2023 dagli Arizona Cardinals. Iniziò la stagione in lista infortunati per recuperare dalla rottura del legamento crociato anteriore subita al college. Tornò nel roster attivo il 21 ottobre. Debuttò come professionista subentrando nella gara del settimo turno contro i Seattle Seahawks, facendo registrare 2 tackle e un intercetto su Geno Smith nella sconfitta. La sua stagione da rookie si chiuse con 23 placcaggi, un intercetto e 2 passaggi deviati in 9 presenze, di cui 6 come titolare.